# Louis Cloquet
Pour les articles homonymes, voir Cloquet.
Louis Cloquet, né le 10 janvier 1849 à Feluy dans la province de Hainaut dans la région wallonne de Belgique et mort le 11 janvier 1920 à Gand dans la province de Flandre-Orientale en Belgique, est un architecte belge adepte du style néo-gothique dont il fut un grand artisan et cofondateur en Belgique. Il fut très actif à Gand.

## Biographie
Louis Cloquet fut à la fois architecte, auteur et enseignant. En 1871, il obtint le diplôme d'ingénieur civil des ponts et chaussées à l'université de Gand, alors francophone. En 1880, il commença par enseigner à l'école Saint-Luc de Tournai.
En 1890, il est nommé professeur à l'Université de Gand où il a lui-même obtenu son diplôme. Quatre ans plus tard, Louis Cloquet est promu professeur titulaire. En plus d'enseigner à l'Université de Gand, il enseigna également à l'Académie royale des beaux-arts d'Anvers.
Il rencontre les frères Desclée et collabore avec eux aux éditions Desclée de Brouwer. Il créait, sous le pseudonyme de  "Louis de Lutéce" la revue "Le coloriste enlumineur" en 1893 aux éditions Desclée de Brouwer. Cette revue éducative paraîtra pendant une année et sortira douze numéros.
Comme rédacteur en chef ou secrétaire, il participe activement à "La revue de l'art chrétien" dans laquelle il fait l'éloge de l'art gothique et de son renouveau actuel. Il édite plusieurs ouvrages consacrés à l'architecture en Belgique et à l'art néo-gothique, dont un livre intitulé "Traité d'architecture", un manuel pour les architectes divisé en cinq parties, fortement influencé par Viollet-le-Duc.

## Œuvres de style néo-gothique de Louis Cloquet
- Gare de Gand-Saint-Pierre
- Pont Saint-Michel (Sint-Michielsbrug) à Gand
- Hôtel des postes de Gand
- Institut Rommelaere à l'université de Gand
- Institut physiologique de Gand
- Institut pharmacologique de Gand du prof. J.F. Heymans.
- Église paroissiale Saint-Martin de Wetteren, dont la tour date du XVe siècle [4].
- Bureau de poste (anciennement maison des Templiers) reconstruit à l'identique en 1903 à Ypres

## Bibliographie

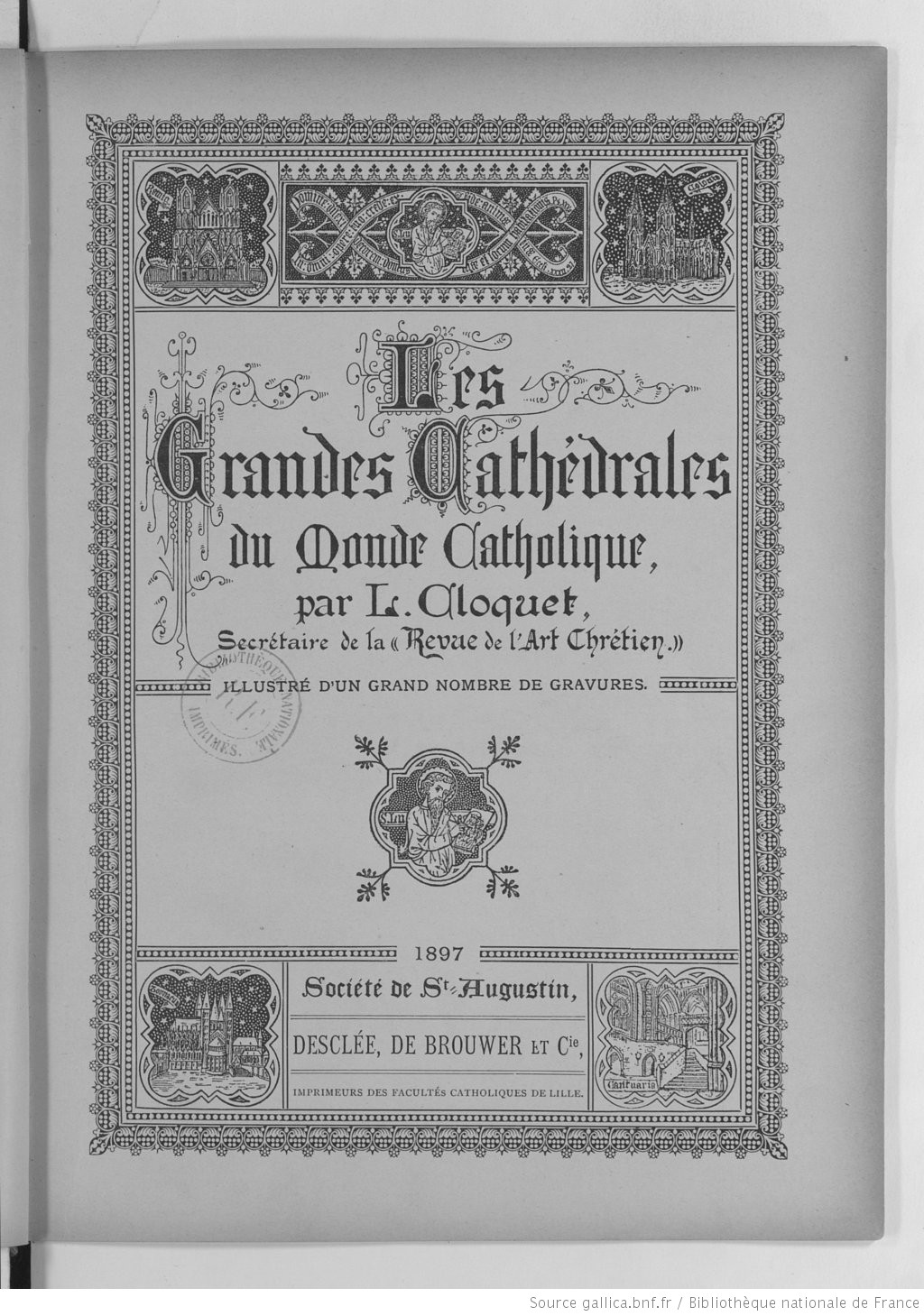
Les grandes cathédrales du monde catholique, Louis Cloquet.
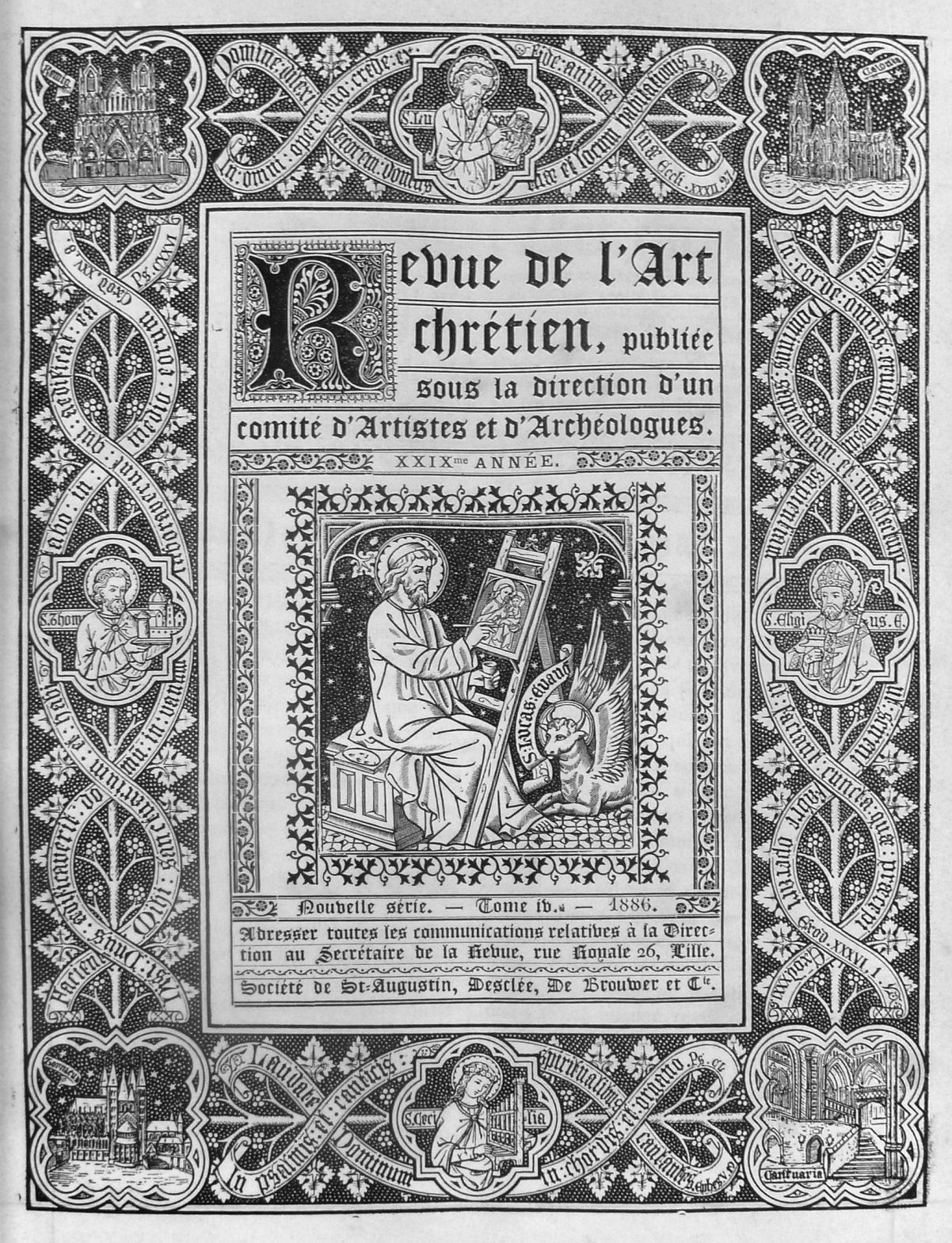
La Revue de l'art chrétien, dirigée par Louis Cloquet.
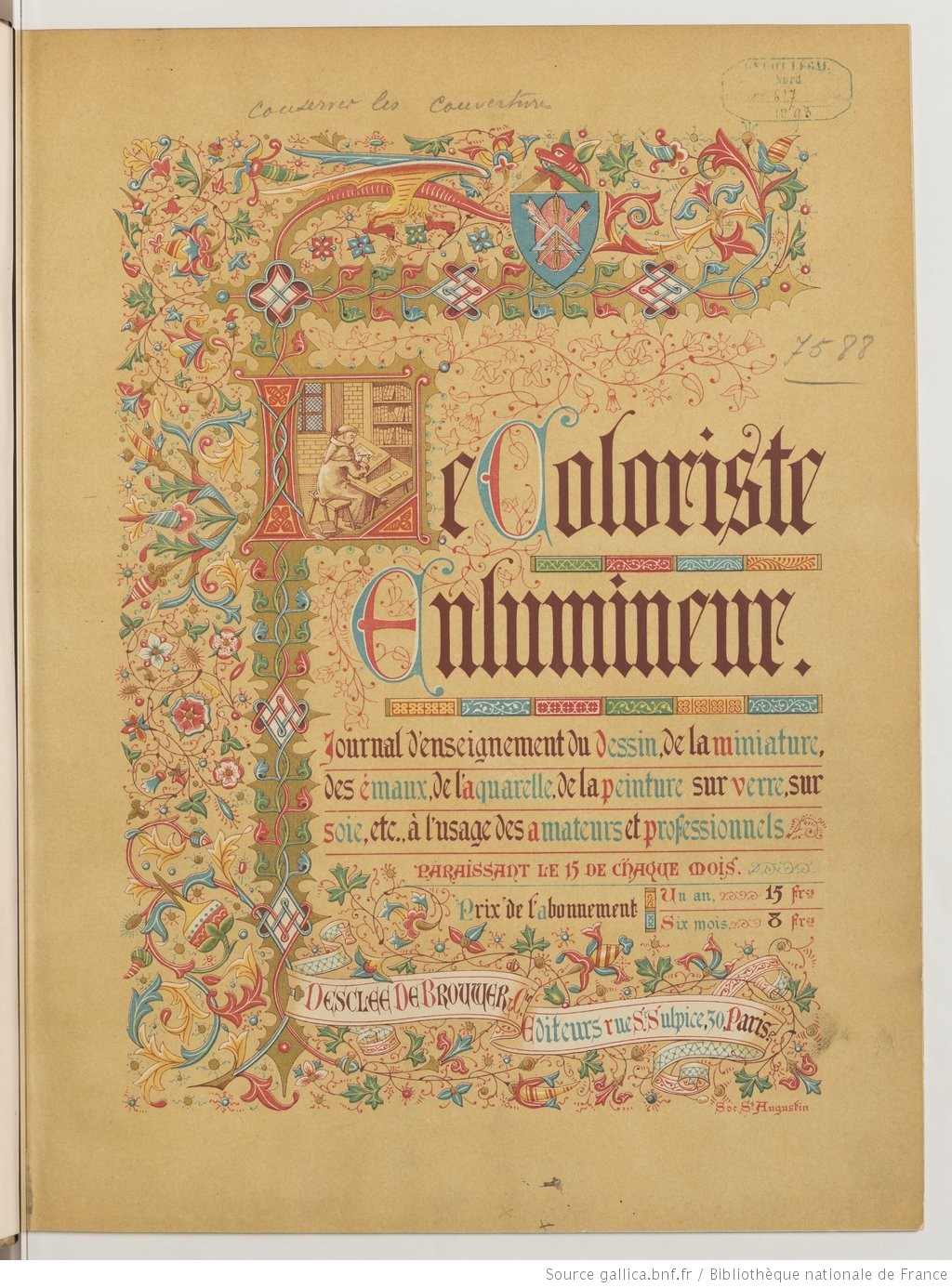
Le Coloriste enlumineur créé par Louis Cloquet.

## Réalisations de Louis Cloquet

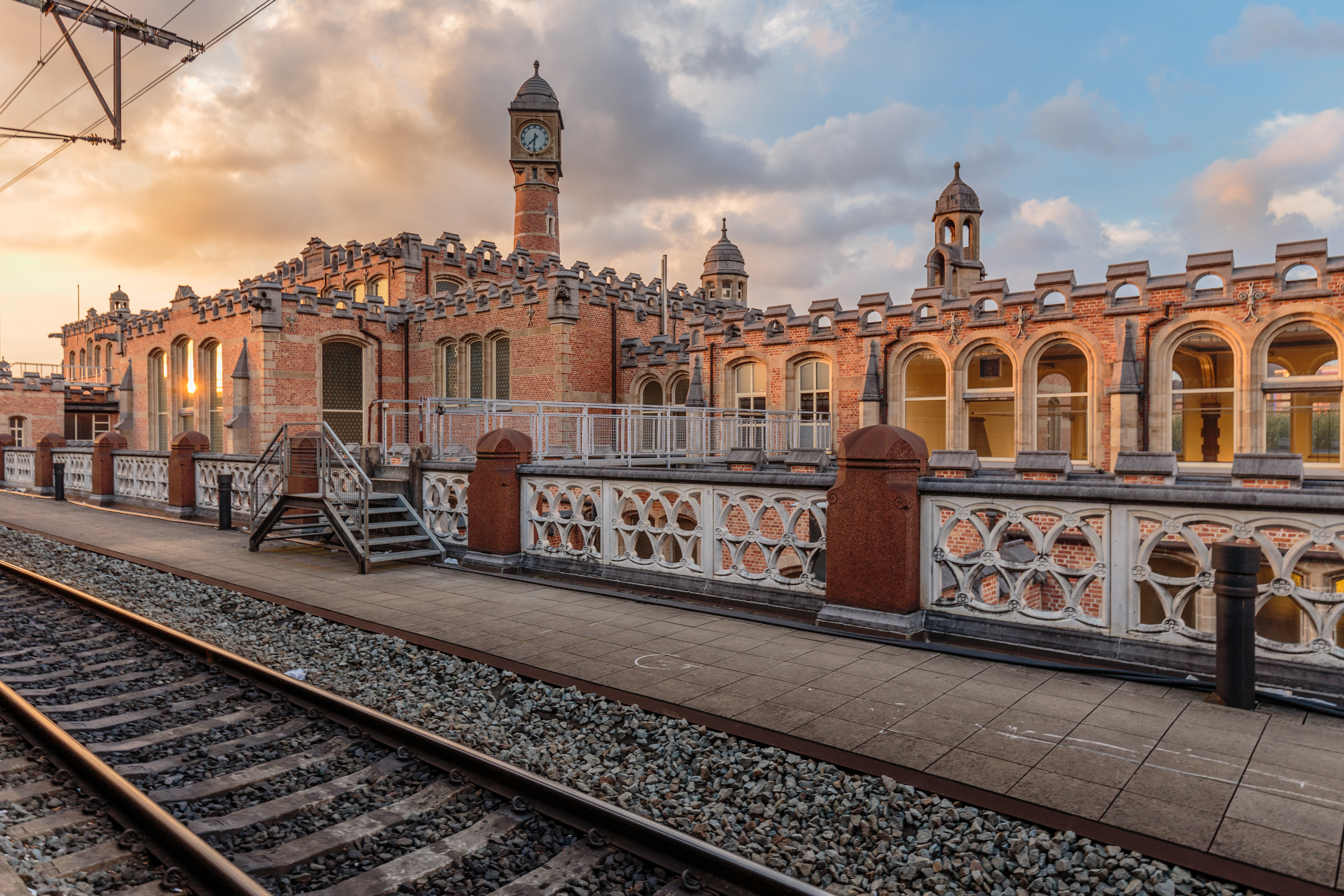
La Gare de Gand-Saint-Pierre de Louis Cloquet.
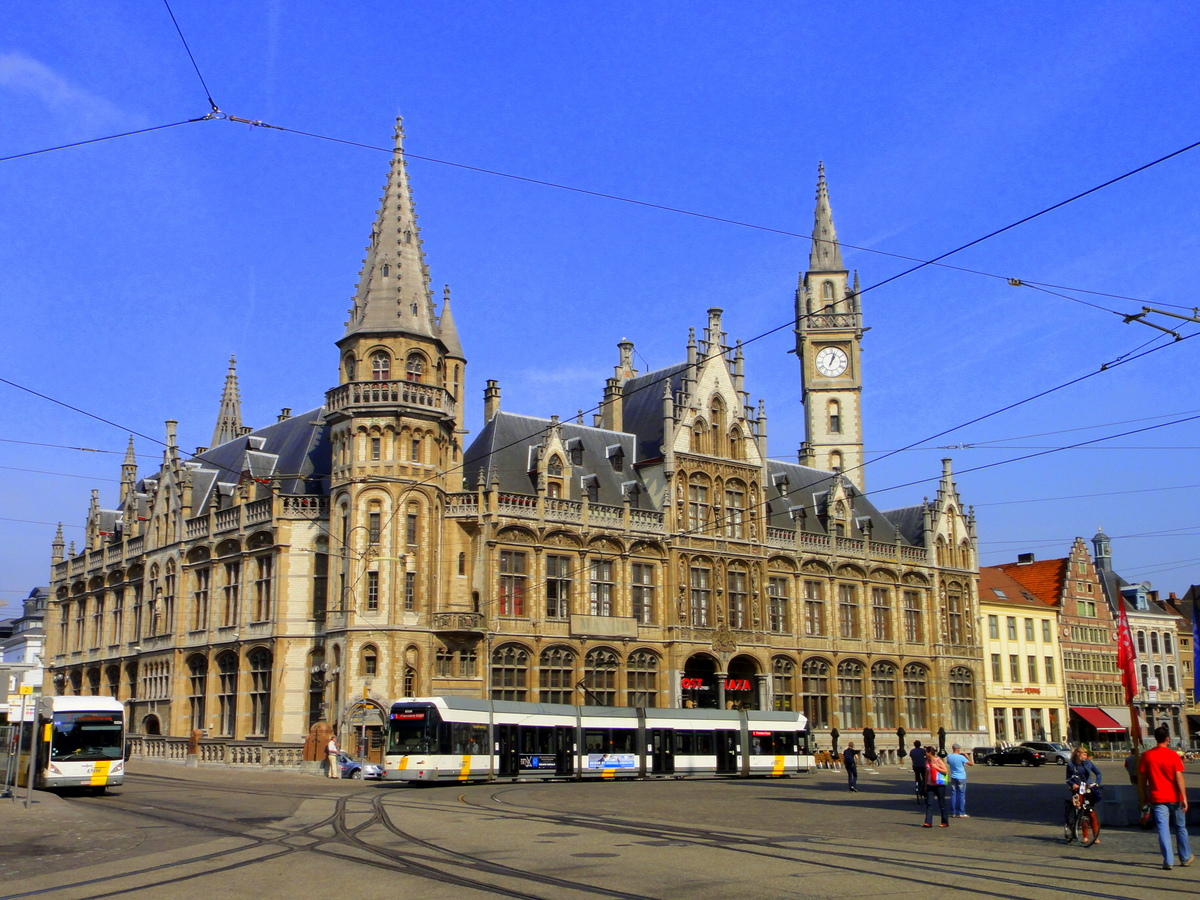
L'hôtel des postes de Gand.
L'institut Rommelaere, Université de Gand.
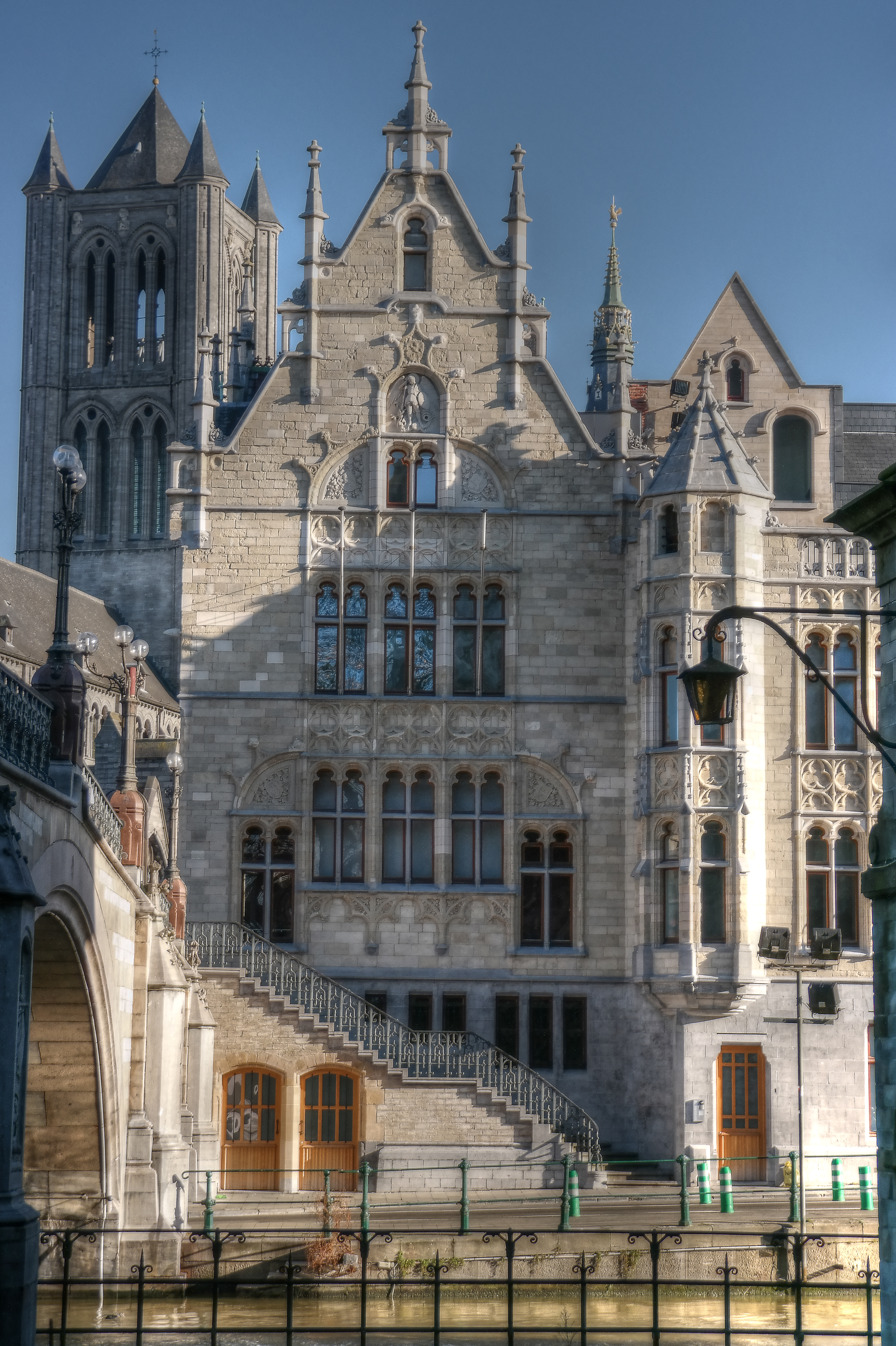
Maison au style gothique à Gand.
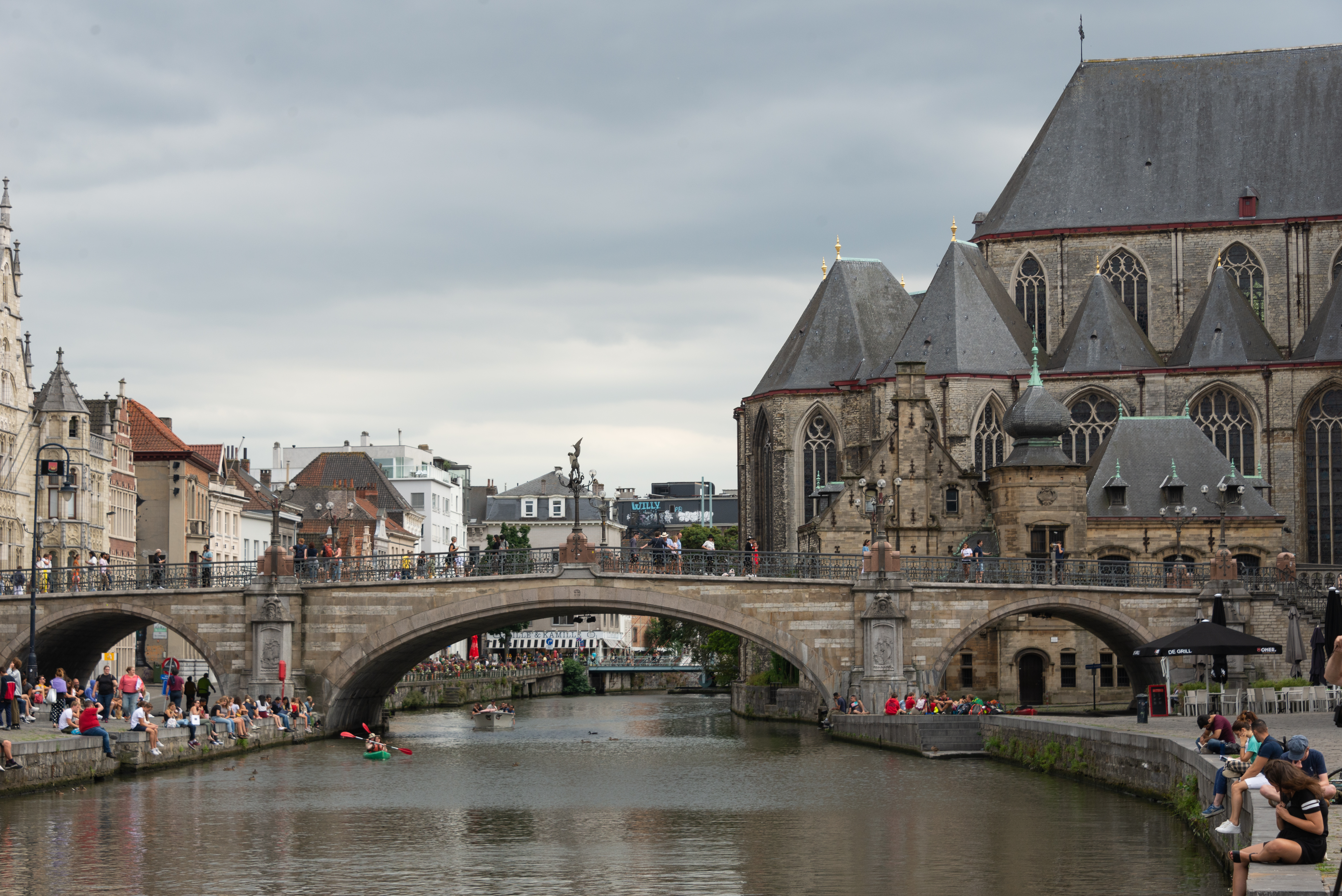
Le pont Saint-Michel de Gand.